# Tom Ebbert

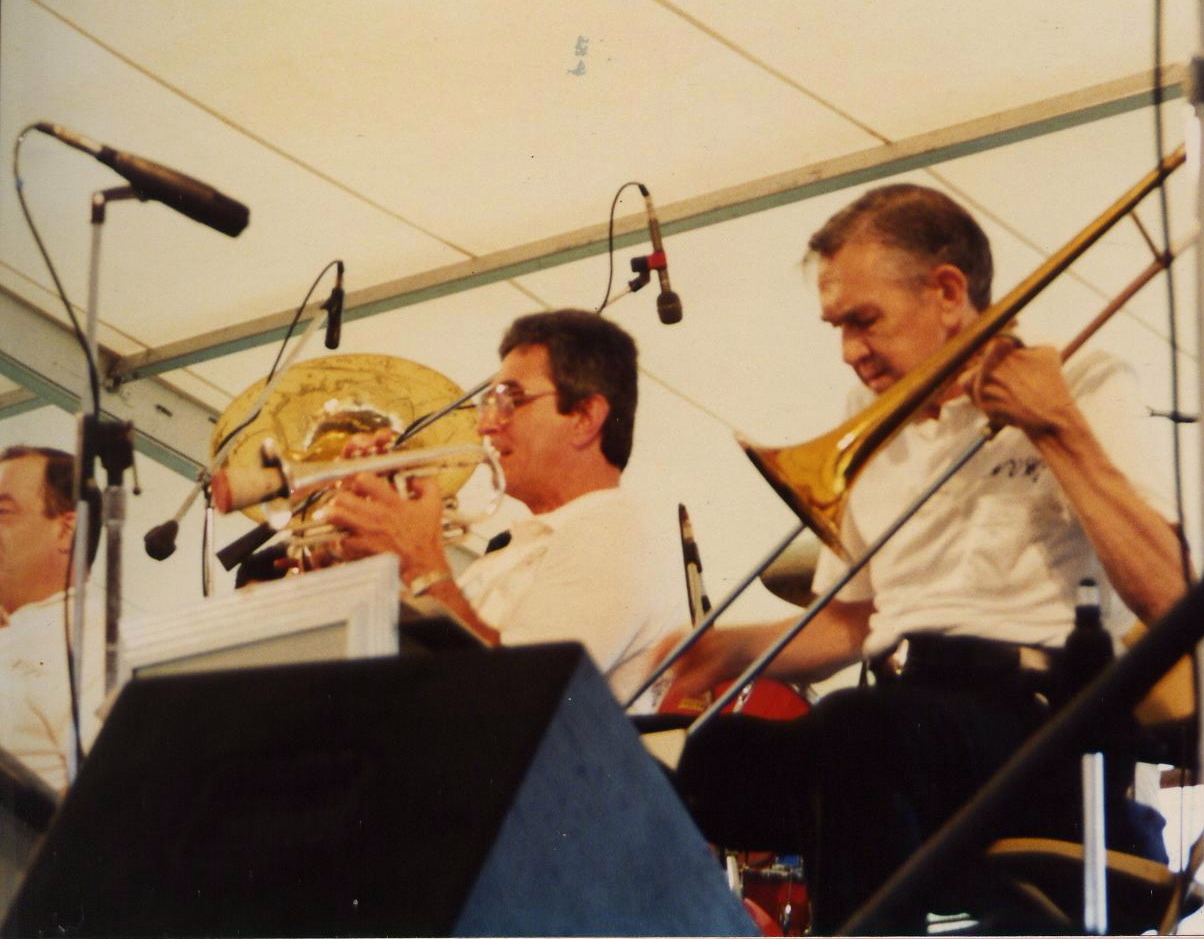
Tom Ebbert (rechts) met trompettist Eddie Bayard (links) in New Orleans in 1990

Tom Ebbert, geboren als Tom Ebert (Pittsburgh, 19 september 1919 – Petersburg (Indiana), 7 januari 2013), was een Amerikaanse jazz-trompettist die hotjazz speelde.
Ebbert was in 1980 medeoprichter van het Louisiana Repertory Jazz Ensemble en werkte met Wallace Davenport, Pud Brown, de Preservation Hall Jazz Band, Jacques Gauthé, de Excelsior Jazz Band van Chris Tyle, Lionel Ferbos, de Dukes of Dixieland en The Palm Court Jazz Band. Hij heeft opgenomen met Earl Hines en maakte in 1997 een album met Doc Cheatham en Nicholas Payton, die genomineerd werd voor een Grammy. Na de orkaan Katrina in 2005 woonde hij in Petersburg.
Ebbert overleed aan de gevolgen van alzheimer.
- International Standard Name Identifier: 0000 0000 4140 9153
- Library of Congress Control Number: no2001005534
- MusicBrainz: 73bc5c5b-cbe3-4598-97fb-29f7f959f1d6
- Virtual International Authority File: 19321863
- WorldCat: E39PBJt8k3HTTDG8rk8HPMqbBP